# Lista Agricoli
Lista Agricoli – fragment przedmowy do fińskiego tłumaczenia psałterza z 1551 roku autorstwa ewangelickiego biskupa Agricoli.
Lista Agricoli stanowi rymowany opis przedchrześcijańskich bóstw fińskich. Autor wymienia 24 istoty nadprzyrodzone. 11 z nich to bóstwa z krainy Häme (południowo-zachodnia Finlandia), 13 to bóstwa z krainy Keralia (obecnie Rosja). Przez długi czas lista była jedynym źródłem informacji o pierwotnych wierzeniach Finów.